# Charles Renard
Charles Renard (Damblain, Vosges 1847-Meudon 1905) fue un ingeniero militar francés. Tras la guerra franco-prusiana Charles colaboró con el ejército francés en la realización de diversas aeronaves. En colaboración con Arthur C. Krebs y su hermano Paul, construyó en el año 1884 el dirigible militar "La France", que tuvo su primer vuelo el 9 de agosto de 1884 y que fue presentado en la Exposición Universal de París de 1889.

## Números de Renard
Debido a su interés en la reducción de costes estandarizó el tamaño de las cuerdas empleadas en la manipulación de dirigibles, reduciendo la disponibilidad de grosores en los inventarios. Finalmente como fruto de sus estudios propuso un sistema de números preferentes muy empleado en el siglo XX que posteriormente devino en el estándar internacional ISO 3. Los números de Renard son el resultado redondeado de la fórmula:
{\displaystyle R(i,b)=10^{\frac {i}{b}}},
donde b es el valor de la serie seleccionada (por ejemplo b = 40 para la serie R40), e i es el i-ésimo elemento de esta serie (donde i = 0 para el inicio).